# バーティツ
バーティツ (Bartitsu) は、1898年から1902年に、当初はイギリスで開発された、ボクシング、柔術、棒術格闘、そしてフランス式キックボクシング（サバット）の要素を組み合わせた、格闘術と護身術の要素を合わせ持つマーシャルアーツである。
1903年、推理小説シャーロック・ホームズシリーズの著者アーサー・コナン・ドイルによって（「バリツ」として）名が残るようになった。20世紀になってからはあまり盛んに実践されていたわけではなかったが、2002年以降バーティツは復活を遂げている。

## 歴史

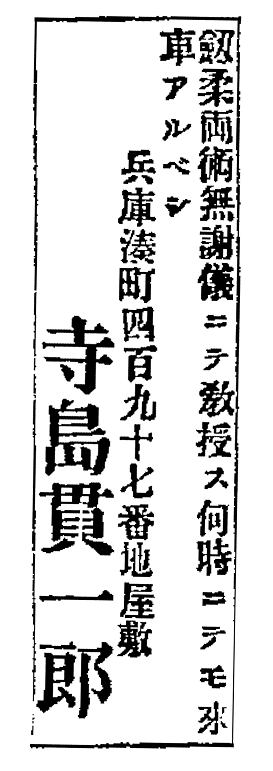
1884年頃より神戸市湊町で剣術柔術を指南していた寺島貫一郎

1898年、過去3年間を日本で過ごした英国人エンジニアのエドワード・ウィリアム・バートン＝ライトは、イギリスに帰国すると「ニュー・アート・オブ・セルフディフェンス（自己防衛の新たな技芸）」の設立を発表した。彼が主張するには、この技芸は様々な格闘スタイルの最良の要素をひとつの全体にまとめたもので、これを彼はバーティツと名付けた。またバートン＝ライトは以前「高名な師範の下で、ボクシング、レスリング、フェンシング、サバット、そしてスティレットの使用」を研究しており、「彼らの申し出に（自分が）満足するまで相手と他流試合を戦う」ことで自らの技能を試したと伝えられている。彼はバーティツを「あらゆる形態の自己防衛」を意味するものと定義し、彼自身の姓「バートン」と「柔術」を混成した「バートン流柔術(Bart+itsu)」を指すようなかばん語としてこの言葉を作った。
1899年から1901年の間にバートン＝ライトが『ピアソンズ・マガジン』向けに作成した一連の記事で詳述されているように、バーティツは兵庫県神戸市で柔術剣術の道場を開いていた寺島貫一郎から学んだ神伝不動流柔術および講道館柔道から主に編み出されたものである。それがロンドンで確立されるにつれ、この技芸は他の柔術流派からだけでなく、英国のボクシング、スイスのシュヴィンゲン、フランスのサバット、そしてスイス人のピエール・ヴィニーが創設したステッキによる護身術「ラ・カン」からも技術を組み入れて拡大した。バーティツはまた、総合的な身体鍛錬のトレーニングシステムも含むものだった。
1901年にロンドン日本協会で行われた講演のメモに、バートン＝ライトは次のように書いている。
バーティツの基礎には、ボクシングまたは打撃手段として拳の使用、攻撃的および防御的な意味で足の使用、護身手段としてステッキの使用が含まれています。日本式レスリングの秘められたスタイルである柔道と柔術を、護身に適用して（私は）近接技と呼んでいます。
 
卑劣な攻撃や喧嘩での負傷に対する免疫をできる限り持っておくには、適切な方向で振るわれた打撃の危険性や速さおよび科学的に攻撃された個別の身体箇所を完全に認識するため、ボクシングを理解する必要があるのです。同じ事は当然、足や棒の使用にも当てはまります。

柔道や柔術は、殴ったり蹴ったりしてくる相手に対する攻撃および防御の主な手段として編み出されたものではなく、接近戦になった後でのみ使用されるものです。そして近接を取るためにはボクシングおよび足の使い方を理解することが絶対に必要なのです。

## バーティツ・クラブ
1899年から1902年にかけて、バートン＝ライトは雑誌の記事、インタビュー、一連のデモンストレーションあるいは様々なロンドンの会場での「アサルト・アット・アームズ」を通して、自らの技芸を宣伝するようになった。彼は「バーティツ・アームズ・アンド・フィジカル・カルチャー」と呼ばれる学校を設立、非公式には「バーティツ・クラブ」として知られ、ソーホーのシャフツベリー・アベニュー67bにあった。『Sandow's Magazine of Physical Culture』vol.6（1901年1月）の記事にて、ジャーナリストのMary Nugentはバーティツ・クラブを「...巨大な地下ホール、全てが光り輝く白いタイル張りの壁と電灯の光、そこを「チャンピオン達」が虎のように動き回っている」と記述した。
講道館柔道の創始者である嘉納治五郎および日本にいる他の知人との文通を経て、バートン＝ライトは日本人の柔術熟練者である谷カネオ、山本セイゾウ、そして19歳の谷幸雄のロンドン旅行を手配し、バーティツ・クラブで講師として働いてもらった。谷カネオと山本はすぐに日本へ帰国するも谷幸雄は留まり、もう一人の若い柔術家上西貞一とやがて一緒に活動することとなった。スイスの上級下士官であるピエール・ヴィニーおよびレスラーのArmand Cherpillodもまた同クラブの講師として雇われた。裕福なロンドン人を教えるのはもちろん、彼らの任務にはデモンストレーションを実演することや、他の格闘流派を代表するファイターに対して挑戦試合で争うことも含まれていた。さらに、このクラブは陸軍大尉アルフレッド・ハットンが率いるフェンシングの古書収集グループの本部となり、それは歴史的なフェンシングのテクニックを検証する彼らの基盤として役立ち、それをステージ・コンバットで使うためロンドンの演技エリートの会員に教えていた。俳優のエスメ・ベリンジャーとチャールズ・セフトン、同じくフェンシング選手のアーチボールド・コーブルも、恐らくバーティツ・クラブにおけるハットンの歴史的フェンシングの生徒だったと思われる。
1901年の半ばに、バーティツのカリキュラムはさらに拡大して、ケイト・ベンキー夫人の授業の下で呼吸法が行われるようになった。
闘技用ジムばかりではなく、バーティツ・クラブは幅広い電気治療機器を備えつけるなど設備の整ったサロンを導入した。
このクラブはビクトリア朝スポーツクラブのモデルで運営されていた。入会希望者は委員会に申請書を提出し、一時期は陸軍大尉のアルフレッド・ハットンや同大佐のジョージ・マルコム・フォックス、英国陸軍体力訓練隊の元監察官も在籍していた。このクラブの主催者には、政治家のハーバート・グラッドストーンやアルウィン・コンプトン卿がいた。
バーティツ・クラブの会員には、タイタニック号沈没での数少ない成人男性の生存者の一人ながら後に悪評が立ったコズモ・ダフ＝ゴードン、また後にバーティツのステッキ術に関する記事を『Journal of the United Service Institution of India』に書いた第12回ベンガル歩兵隊のF・C・ライング大尉などがいる。他のクラブ会員には、ハットン大尉の指揮下にいた多数の兵士や、どちらもロンドン・ライフル・ブリゲード兵術学校のメンバーだったアーネスト・ジョージ・ステンソン＝クック大尉およびフランク・ハーバート・ウィットウ大尉、そしてクラブの会長として任命されたウィリアム・ヘンリー・グレンフェルらがいた。
この期間に聖ジェームズ・ホールで行ったバーティツのデモンストレーションの一環で、バートン＝ライトは3分以内に大柄な男性7人に挑戦して打ち負かしたと後に述懐した。彼は、この偉業が自分に名門Bath Clubの会員権を与えてくれ、プリンス・オブ・ウェールズのエドワード7世に謁見する勅命を頂くことになったと語っている。不幸なことに、バートン＝ライトはその後ケントの田舎道にて格闘あるいは自転車事故に遭って手を負傷したため、王子の前に参上することができなかった。

## 護身術
バートン＝ライトはクラブで教わった4つの主要な近接格闘スタイルのいずれも研究するようバーティツ・クラブの会員に奨励しており、それぞれが個人格闘での異なる「間合い」に概ね対応するものだった。
その目標は、必要に応じて他人の技への対抗に使えるよう各スタイルを極めることにあった。このプロセスは現代のクロス・トレーニングの概念と似ており、バーティツ自体が正式な武道スタイルよりも本質的にクロス・トレーニング・システムの範疇にあると論じることもできるだろう。
この主題に関するバートン＝ライトの著述によると、バーティツが打撃の間合いではヴィニーの棒術格闘を、そして組技の間合いでは柔術（そして二番目に「オールイン」スタイルの西洋レスリング）を最も重視していたことが明白である。これら2つの間合いの移行を滑らかに続けるため、あるいは身を守る側が杖で武装していない場合の最初の対応策として、サバットおよびボクシングの手法が使用された。これらのスポーツは明快でありまた実践されたことで、バーティツの生徒は柔術とヴィニー棒術格闘の使用を通じて、相手に対してどのように防御するかを学ぶことができた。
棒術格闘の構成要素は、先制してフェイントおよび打撃すること、または誘導ポジション（一見すると隙がありそうな構え）を取って相手の打撃を「出させて外す」という2つの基本戦術に基づいていた。高い両手でのガードポジションが特徴的なスタイルから戦い、棒の打撃および突きは相手の顔や頭、喉、肘、手と手首、みぞおち、膝と脛を狙った。バーティツの棒術格闘者はしばしば掛け技、投げ技、テイクダウンといった近接格闘術を組み入れており、それは恐らくヴィニーの棒術体系と柔術との融合を表すものである。
バートン＝ライトは、殴って攻撃してくる者が自分の拳を負傷し、蹴って攻撃する者が自分の足を痛めることにつながるガードができるよう、ボクシングとサバットのテクニックを護身のために修正したと語った。したがって、武装していないバーティツ実践者の戦術は攻撃的な防御を行うことにあった。それはボクシングおよびサバットの標準的な防御における多彩なダメージングを用いて、その後に柔術で戦いを終えるためのもので、シャフツベリー・アベニューにある彼のアカデミーがそれを学べる英国で唯一の場所だった時代には、明らかにそれを一種の秘密兵器だとバートン＝ライトは考えていた。
彼にインタビューを行ったMary Nugentによると、バートン＝ライトは風変わりな教育システムを設けており、生徒は授業グループへの参加を許可される前にまず個人的なトレーニングセッションへの出席を求められた。バーティツの授業には、フリーのスパーリングやフェンシングの試合だけでなく、リハーサルのための準備運動でも特に全速力やフルコンタクト（寸止めなしの直接打撃）で実演するにはあまりに危険なテクニックが含まれていたのは確かである。1901年4月10日の『ザ・スケッチ』に発表された匿名記事によると、これらのセッションは各専門家のインストラクターによって教えられる小規模グループ授業で、生徒が交代する形のサーキットトレーニングを含むものだったようである。
バーティツの様々な護身術テクニックと訓練手順は、バートン＝ライト自身により『ピアソンズ・マガジン』の一連の記事にて記録された。これ以外にバーティツの棒術格闘訓練の詳細は、ライング大尉の記事にて記録された。

## 衰退
1902年半ばまでに、バーティツ・クラブはもはやマーシャルアーツの学校として活動していなかった。クラブ閉鎖の正確な理由は不明だが、柔術講師のウィリアム・ガルドは入会金と授業料の両方が高すぎたことを後に示唆した。バートン＝ライトは、異国風の護身術に関心を寄せてくれる裕福なロンドン市民の数を単純に過大評価していたようである。
最後に記録されたバーティツ・クラブ全体の活動は、1902年1月-4月の間におけるケンブリッジ大学、オックスフォード市庁舎、ケントにあるショーンクリフ陸軍キャンプ基地、ノッティンガムのメカニック・インスティテュート・ホール、リバプールのアデルフィ劇場といった会場でのエキシビジョンやコンテストを含む一連のツアーであった。
その後、谷幸雄、上西貞一。ヴィニーなどはロンドンに護身術および格闘スポーツ用のジムを設立した。噂では議論や格闘のためにバートン＝ライトと衝突した後も、「アポロ」の芸名で興行する強力なパフォーマーかつ雑誌出版者ウィリアム・バンキアーの抜け目ない経営のもと、谷はミュージックホールで活躍するプロのレスラーとして仕事を続けた。バンキアーの宣伝活動は、バートン＝ライトが始めた柔術の国際的流行に拍車をかける手助けとなり、沢山の本や雑誌記事の出版はもちろんのこと、西欧諸国に柔術学校が設立されていった。この流行は第一次世界大戦に突入するまで続き、西洋の大衆文化に日本の武道を紹介する役目を果たした。しかしバートン＝ライトの存命中、バーティツ自体が目立って復帰することは全くなかった。

## 「バリツ」とシャーロック・ホームズ
もしもアーサー・コナン・ドイルが自らのシャーロック・ホームズの推理小説の一篇にて謎めいた言及をしなかったら、バーティツは完全に忘れられてしまったかもしれない。1903年、コナン・ドイルは続編の物語『空き家の冒険』にてホームズを復活させ、そこでホームズはライヘンバッハの滝での闘いで宿敵モリアーティ教授に勝てたのは「バリツ(baritsu)、すなわち日本のレスリングシステム」を使用したものと説明し、「それは私にとってかつてなく非常に有益だった」と述べたのである。
「baritsu」という用語は、『空き家の冒険』英語版のほかに1901年の『ロンドン・タイムズ』紙で「Japanese Wrestling at the Tivoli（チボリでの日本のレスリング）」と題された記事以外には存在せず、後者はロンドンにてバーティツが繰り広げたデモンストレーションで名前の綴りをbaritsuと間違えたものだった。コナン・ドイルが1901年の『ロンドン・タイムズ』記事を資料素材として使用し、綴り間違いの「baritsu」を文字通りに写したようである。特に彼はホームズに「バリツ」を「日本のレスリング」だと定義させており、これは同新聞の見出しで使われているのと同じフレーズであった。
シャーロック・ホームズ物語の人気が非常に高いこと、ホームズがモリアーティに対する自分の生存と勝利を「バリツ」と称したこと、そしてバートン＝ライトの格闘技と共にその名前の正しい綴りも急速に大衆の記憶から消えてしまった事実もあって、名称の混乱は20世紀の大部分にわたって続いた。
1958年の『ザ・ベイカー・ストリート・ジャーナル』（ホームズ愛好家向け雑誌）のクリスマス記事で、記者のラルフ・ジャドソンはバリツをバーティツと正しく識別したが、彼の記事自体は最終的には不明瞭であった。1980年代に、研究者アラン・フロムとニコラス・ソームズは「バリツ」とバーティツの間にある関連性を再び主張し、1990年代までに、平山雄一、ジョン・ホール、リチャード・ボーウェン、そしてジェームズ・ウェッブを含む学者達は、シャーロック・ホームズのマーシャルアーツを自信を持って識別することができ、文書化に至っている。

## 晩年
E・W・バートン＝ライトは、残りの経歴を革新的な（そして時に物議をかもす）形式の熱、光、放射線療法を専門とする理学療法士として働いて過ごした。彼は自分の様々な治療ビジネスについても「バーティツ」という名前を使い続けた。1950年、バートン＝ライトは武道会の会報に載る記事のため小泉軍治にインタビューされ、その年の後に彼は「イギリスにおける柔術の先駆者」としてロンドンでの武道会の集会で観客に紹介された。1951年、彼は90歳で死去し、後年の武道史学者リチャード・ボーウェンが「無縁の墓」と述べたものに埋葬された。

## 遺産
多くの点で、E・W・バートン＝ライトは時代を先取りした人物であった。彼は日本の武道を学んだことで知られる最初のヨーロッパ人の一人であり、それらを英国やアメリカ大陸ほかヨーロッパで教えた人物としてはほぼ確実に最初であった。
バーティツは「非武装社会」における文民や都市圏の自衛問題に取り組もうとして、アジアとヨーロッパの格闘スタイルを意図的に組み合わせた最初のマーシャルアーツだった。この中でバートン＝ライトは、70年以上経てばブルース・リーのジークンドーに近づくと予想していた。似たような実用主義的折衷主義の哲学は、パーシー・ロングハースト、ウィリアム・ガラッド、ジャン・ジョセフ＝ルノー（彼らは全員、かつてバーティツ・クラブの講師として一緒に学んだ）を含む、ヨーロッパ20世紀初頭の他の護身術専門家によって取り上げられた。
1906年、ルノーは当時の路上暴力の増加に対抗するため、フランスで「Défense Dans la Rue（訳:路上での防衛）」と呼ばれる同様の概念を導入した。この技芸はバーティツから継承されたボクシング、サバット、柔術の混合であり、先任警衛海曹ジョゼフ・シャルルモンの影響を受けたエミール・アンドレ、ジョージ・デュボアのような同時代の作家によって広められた。1920年代、ブラジルの体育教師Mario Aleixoは雑誌『Eu Sei Tudo』に、カポエイラ、柔術、ボクシング、グレコローマンレスリング、ポルトガルの棒術格闘を組み合わせた「Defesa Pessoal（訳:護身術）」に関する記事を発表した。
『ピアソンズマガジン』で図解されたバートン＝ライトの一連の記事は、新聞と雑誌において護身術の特性を普及させた。以前は稀だったが、20世紀最初の10年の間に普通のことになった。
E・W・バートン＝ライトはまた、総合格闘技や異なる格闘スタイルの専門家が共通ルールのもとで競い合うMMAコンテストの先駆的なプロモーターとしても名を残している。谷幸雄、上西貞一、スイスのシュヴィンゲンのレスラーであるArmand Cherpillodを含むバートン＝ライトのチャンピオンは、これらのコンテストでかなりの成功を成し遂げ、それは100年を経た1990年代のMMA現象に先んずるものだった。
バーティツ・クラブは、ヨーロッパにおいて女性の護身術の授業を提供する最初の学校で、これはクラブ終了後にエディス・マーガレット・ガルドやエミリー・ダイアナ・ワッツを含む谷幸雄や上西貞一の生徒によって実践が行われた。ガルド夫人はロンドンに彼女自身の柔術道場（学校）を設立し、そしてまた女性社会政治同盟の秘密「ボディガード」部隊を含む武闘派サフラジェットのメンバーにその技芸を教え、護身術訓練とフェミニズムの政治哲学との間に早期の提携を確立した。

## 1960年代初頭のバーティツ復興と存続
2015年7月、イギリスの作家ナイジェル・ゴードンは、1960年代初頭にスタッフォードシャー州ウェンズベリーの町のクラブで、「バートン＝ライトの棒術格闘システム」とも呼ばれるバーティツの棒術格闘を勉強したと報告した。ゴードンによると、ソリフルとティプトン (ウェスト・ミッドランズ州)近隣の町には2つの同じようなクラブがあり、恐らくフランク・スモールという名前の教師によって全て教育がなされていた。
この期間中のバーティツ棒術格闘の存続または復興は、20世紀半ばにこの技芸がほぼ完全に忘れられていたという点で重要である。

## 現代の関心と復活
2001年に「Electronic Journals of Martial Arts and Sciences(EJMAS)」というウェブサイトが、リチャード・ボーウェンによって大英図書館のアーカイブで発見されたバートン＝ライトの沢山の雑誌記事をあらためて公開し始めた。すぐに「杖を使った護身術」の記事にはフォローを行う少数カルトが集まって、そのイラストがしばしばユーモラスな見出しやその他の変更を加えて他の多くのサイトでコピーされた。その年にはまた、英国のリーズにあるロイヤル・アーマリーズで行われた教育的展示にバーティツ棒術格闘のデモンストレーションが追加された。
2002年、バーティツ・ソサエティとして知られるバーティツ愛好家の国際協会が結成され、当時のE・W・バートン＝ライトの「ニュー・アート・オブ・セルフディフェンス（自己防衛の新たな技芸）」が調査されて復活を果たした。
同協会は、正統バーティツ（1899-1902年にバートン＝ライトと彼の仲間よって詳述された護身の手順）とネオ＝バーティツ（規範から引き出される現代的な個別の解釈で、ただし1899年から1920年代初頭に元バーティツ・クラブの講師および生徒が作成した訓練マニュアルによる裏付けがなされている）の2つの関連分野を通して、バーティツの研究および訓練に取り組んでいる。
現代の復活は、オリジナルのバーティツ・クラブが閉鎖された時に以下の試みが進行中の作業だったという前提で、正統のシラバスとして知られているものを順守すること、および1901年頃に行われた（キック）ボクシング、柔術、棒術格闘のクロストレーニングや試練におけるバートン＝ライトの実験継続を目的としている。したがって、その復活は意図的に時代錯誤な、共同で取り組む、終わりのない、誰でも参加できるプロジェクトだと考えられている。
関連した興味には、ビクトリア朝およびエドワード朝の社会史としての武道研究が含まれる。 バーティツ・ソサエティは作家ウィル・トーマスによって設立された電子メールのグループを介してコミュニケーションをとり、個々の会員はバーティツの格闘テクニックに関する実践的なセミナーおよび訓練コースを提供している。
2003年以降、バーティツ・ソサエティの会員は世界各地で開催されるステージ・コンバットや武道の会議で、その技芸のさまざまな側面についてセミナーを教えるようになっていった。
バーティツ・ソサエティと2つの概要に触発されて導かれたバーティツの訓練プログラムは、バンクーバーを拠点とするAcademic Duelloの道場をはじめ、ドイツのヴッパータールや、カナダのサスカチュワン州カロンポート、シカゴのレーベンズウッドにある道場、ほか多くの場所で開始された。
2005年8月、協会はトニー・ウルフによって編集された本『The Bartitsu Compendium（訳:バーティツの概要）』を出版した。この概要は正統バーティツのための技術的カリキュラムのほか、その技芸の完全な歴史を詳述している。第2巻（2008年8月）は、バートン＝ライト自身の著述および彼の同僚やその生徒（谷幸雄、ウィリアム・ガルド、H・G・ラング、ジャン・ジョセフ＝ルノーなど）によって作られた護身術マニュアルから編み出された、ネオ＝バーティツのための資料を含んでいる。
2006年9月、バーティツ・ソサエティの会員であるカーク・ローソンは『バーティツ - ザ・マーシャルアーツ・オブ・シャーロックホームズ』というタイトルのDVDをリリースした。これは06年春、Cumann Bhata道場にて歴史的西洋マーシャルアーツのセミナーで実演されたバーティツ技術のプレゼンテーションである。『バーティツの概要』1・2巻および『マーシャルアーツ・オブ・シャーロックホームズ』DVDの売上からの収入は、バートン＝ライトの記念碑製作およびバーティツの復興を促進するために捧げられた。
2006年10月、バーティツ・ソサエティはBartitsu.orgのウェブサイトを立ち上げた。そこではバートン＝ライトの武道の歴史、理論、実践、ならびにバーティツ復活に関する現在のイベントについての情報が見られる。
2010年、バートン＝ライトへの意識を啓発するためのセミナーツアーが開催された。トニー・ウルフはアメリカ西海岸で連続セミナーを教え、カリフォルニアから始めてオレゴン州に移り、その後セミナーはワシントン州シアトル、そしてカナダのバンクーバーで開催された。
2009年8月にバーティツ・ソサエティはE・W・バートン＝ライトと彼の護身術に関する長編ドキュメンタリーの制作を発表し、それは2011年3月に公開された。2011年8月26-28日に、最初の国際的なバーティツ・スクール・オブ・アームズのセミナーや会議のイベントが英国ロンドンで開催され、2回目のイベントは2012年9月7-9日にかけて米国シカゴで開催された。
バーティツのさまざまな側面に関する記事が、多くの格闘技専門誌（『Classical Fighting Arts』『Western Martial Arts Illustrated』『The Journal of Asian Martial Arts』など）に掲載されたほか、一般紙のウォール・ストリート・ジャーナル、シカゴ・トリビューンや『ジ・アトランティック』『ヒストリー・トゥデイ』等でも取り上げられた。その技芸は英国のテレビ番組『ジ・ワン・ショー』『サンデー・ブランチ』そしてBBC Fourのドキュメンタリーシリーズでも上映された。

## 2011年ドキュメンタリー
『バーティツ: ザ・ロスト・マーシャルアーツ・オブ・シャーロックホームズ』（2011年）は、特にシャーロックホームズとの関連に言及して、バーティツの歴史と衰退および現代の復活を詳述した長編ドキュメンタリーである。
司会のトニー・ウルフは、スイスのライヘンバッハの滝や隣接する町マイリンゲン、ロンドン、ハルトホイッスル、ローマ、アマンテーアなどヨーロッパ各地を行き来しながら、バーティツの起源と全盛期をナレーション、アニメ画像、再現映像、アーカイブ写真、インタビューを通して説明している。インタビュー対象者は、作家のウィル・トーマスとニール・スティーヴンスン、および武道歴史家4名である。
主なテーマとして、オリエンタリズム、身体鍛錬、犯罪学におけるエドワード王朝の利益合致点としてのバーティツの発展に触れている。具体的には、ロンドンにおける急進的なサフラジェット運動のボディガードによる柔術の使用、およびその後の西洋大衆文化における日本の武道の普及。バートン＝ライト自身の人格的プロフィールおよび当初のバーティツ流行における他の主要人物。そしてバーティツとシャーロックホームズのバリツとの関係について語っている。
イタリアとアメリカ合衆国における追加の直近映像は、レクリエーション的な武道としてのバーティツの現代的復活を示している。

## 大衆文化におけるバーティツおよび「バリツ」
コナン・ドイルの「バリツ」は20世紀後半にそれ自身が展開していき、ドック・サヴェジとThe Shadow（1994年に映画『シャドー』としても公開）を含む架空のヒーローがその極意を極めたと正式に記された。後者の2人のキャラクターは、DCコミックスのクロスオーバー作品ではバリツを知っているとして登場したもので、それが『The Shadow Strikes』に波及した。バリツはシャーロックホームズに触発された数多くのパスティーシュ小説や短編小説に出てくるほか、ビクトリア朝時代およびエドワード朝時代という設定の幾つかのロールプレイングゲームのルールにも組み込まれている。
マンガおよびアニメシリーズ『黒執事』『ダンタリアンの書架』は、どちらもバリツに堪能なキャラクターが主要人物となっている。
小説家ウィル・トーマスの『Barker and Llewellyn』推理小説シリーズの主人公、サイラス・ベーカーは部分的にE・W・バートン＝ライトに触発されており、エイドリアン・クレスのヤングアダルト小説『The Friday Society』における悪漢Sir Callum Fielding-Shawも同様である。
『シャーロック・ホームズ』における殺陣の振付師リチャードライアンは、同プロジェクトのために開発された「ネオ＝バーティツ」が「中国式ボクシング（詠春拳）と刀剣劇とブラジリアン柔術の要素」の組み合わせだと説明した。この「映画のバーティツ」は、古典的ビクトリア朝のバーティツスタイルの現代的解釈であると言われた。2009年12月23日に『Vanity Fair』誌のインタビューで、監督のガイ・リッチーはバリツを「柔術の一形態」として次のように説明している 「これはヨーロッパでマーシャルアーツが各地に普及する前の方法です。実際にインターネットで調べることが可能で、これらの小さな男性が杖で互いに叩き合っているのを見ることでしょう。相手の強さを利用してそれらに対抗するという考えでした。ある人を無力化するために使用される、あらゆる種類の固め技や絞め技ほか様々なテクニックが存在します。目に沢山の帽子を投げてきても、その時は、できれば杖を使ってそれらを叩くのです」。映画の殺陣の振り付けには、杖を使った両手突きや敵対者を躱してから組み付くためのオーバーコートの使用など、バートン＝ライトの記事に出てくる幾つかの特徴的な格闘テクニックを含むものだった。
2011年の続編『シャーロック・ホームズ シャドウ ゲーム』での殺陣の振り付けは、昔のバーティツにますます似たものとなっている。
『ベルグレービアの醜聞』(BBCのテレビシリーズ『SHERLOCK（シャーロック）』第2シーズンのエピソード1）の解説DVDで、作家のマーク・ゲイティスはベルグレービアのベッド上方にあるガラス額縁の署名について「『最後の事件』でホームズがライヘンバッハの滝の状況から脱した日本の武芸、バリツのルール」を示したものだと述べた。実際のところ、その小道具は額縁に入った講道館の柔道黒帯証明書である。この第3シーズン最初のエピソードで、シャーロックホームズはモリアーティとの屋上での遭遇で自分が生き残ることを可能にしたかもしれない13のシナリオのうちの2番目として「日本式レスリングのシステム」をほのめかしている。
2015年のグラフィックノベル三部作『Suffrajitsu: Mrs. Pankhurst's Amazons』は、過激派サフラジェットの指導者を逮捕および急襲から守る女性ボディガードの秘密結社の本部としてバーティツ・クラブを描いている。その技芸は、グラフィックノベル自体のほか同ノベルに触発された『The Second Story Girl』『Carried Away』『The Isle of Dogs』という3つの中編および短編小説でも、頻繁に言及されている。
FX放送網のコメディシリーズ番組『The League』の2015年エピソード「"Draft of Innocence"」において、アンドレ・ノウジック博士（演者:ポール・シェア）はバーティツの熱狂的信奉者として発表された。彼は後に武道の驚くべき技量を披露して、華々しい裏路地の乱闘では棒術格闘と柔術のコンビネーションにより重武装した4人の刺客を打ち負かす。
2015年9月17日、ビクトリア朝をテーマにしたビデオゲーム『アサシン クリード シンジケート』において、バーティツが特別功労賞として発表された。
2016年2月、ビデオゲーム『モータルコンバット』シリーズのキャラクターであるボー・ライ・チョーの技として、杖での格闘バリエーションが「バーティツ」と発表された。
ボードビレインズ(The Vaudevillains)というタッグ名で知られるエイデン・イングリッシュとサイモン・ゴッチは、NXTとWWEで契約したプロレスラーで、何人かのアナウンサーが述べているように、主に構えおよび選択的攻撃を伴う彼らのレスリングスタイルにバーティツまたは「ヴィクトリア朝時代のマーシャルアーツ」を取り入れている。彼らはカール・ゴッチのような20世紀初頭からのレスラーの仕掛けを支持している。
米国のWEBアニメシリーズ『RWBY』にてローマン・トーチウィックという登場人物は、バーティツを基にした格闘スタイルを使用する。
日本のライトノベル『ロード・エルメロイII世の事件簿』にてフラット・エルカルドスという登場人物は、バリツが漫画『北斗の拳』に出てくる北斗神拳のスタイルに似ていると考察している。
映画『キングスマン』の中で、ガラハドの異名を持つハリーハート（演者:コリン・ファース）はパブでの戦闘中にバーティツの要素を使っている。
1916年に設定されたメアリ・ロビネット・コワルのファンタジー小説『Ghost Talkers』の中で、登場人物はシャーロックホームズを読んだ後にバーティツを学んだと説明している（11章）。
E・W・バートン＝ライトとバーティツは、フィリッパ・バランタインとティー・モリスによるスチームパンク小説『Ministry of Peculiar Occurrences』で特集されている。

## バートン＝ライトの著述
- Barton-Wright, E. W. (March 1899). “The New Art of Self-defence: How a Man May Defend Himself against Every Form of Attack”. Pearson's Magazine 7:  268-275.
- (April 1899). “The New Art of Self-defence”. Pearson's Magazine 7:  402-410.
- (January 1901). “Self-defence with a Walking Stick”. Pearson's Magazine 5 (1):  35-44.
- (February 1901). “Self-defence with a Walking Stick, Part II”. Pearson's Magazine 11:  130-139.